# Hüseyin Avni (bei)
Hüseyin Avni Bey (n. 1874 - d. 13 august 1915) a fost comandantul celui de-al 57-lea Regiment de Infanterie din Armata Otomană în Bătălia de la Gallipoli. Ultimul său rang a fost Locotenent-Colonel (turcă Yarbay).
Hüseyin Avni s-a născut, în Manastır, Imperiul Otoman (în prezent Bitola, Macedonia). Tatăl său a fost un caimacam. Când a fost numit comandant al Regimentul 57 el a fost ridicat în grad de Maior (turcă: Binbașı), fiind apreciat pentru eroismmul și determinarea în luptă de către autorități, regimentul devenind unul din simbolurile bătăliei de la Çanakkale. Regimentul se pregătea la Rodosto când a primit ordinul de a fi transferat la Gallipoli. Pe 24 februarie, Regimentul a ajuns la Maydos cu vaporul. După luptele din 25-28 aprilie 1915, Hüseyin Avni a fost promovat la gradul de locotenent colonel. Pe 13 august 1915, el a fost ucis de o bombă care a lovit postul de comandă. Uniforma sa este expusă la Muzeul Militar din Istanbul.
Familia lui Hüseyin Avni a primit numele „Arıburun” după Legea numelor de familie din 1934, care cere tuturor cetățenilor să adopte un nume de familie în stil vestic. Numele Arıburun a fost adoptată pentru a onora actele de eroism ale soldaților care au luptat în Gallipoli; Arıburun este numele turcesc pentru Anzac Cove. Fiul său, Tekin Arıburun, a fost șef al forțelor Aeriene turce.